# Abdul Rašid Dostum
Maršal Abdul Rašid Dostum (Khodia Dukoh, Provincija Juzjan, 1954.), uzbečki vojskovođa i afganski političar, bivši načelnik Glavnog stožera Afganistanskih oružanih snaga te bivši potpredsjednik od 29. rujna 2014. do 19. veljače 2020.
Po nacionalnosti je Uzbek te ujedno i vođa uzbečkog naroda u Afganistanu. Rodio se u mjestu Khvajeh Do Kuh, Afganistan.
Tijekom kasnih 1970-ih godina priključio se vojsci. Njegov vod postao je 1988. godine pukovnija. Istakao se u borbi protiv mudžahedina tijekom ranih 1990-ih godina. Bio je sklopio savez s Ahmadom Šah Masudom, ali se kasnije ipak borio protiv njegove vlade. Nakon pada Kabula u ruke talibana 1994. godine, Dostum bježi i obnavlja savez s Massoudom koji je poznat kao Sjeverni savez.
Istakao se u borbama protiv talibana kod grada Mazar-e Šarifa.
Njegova desna ruka prebjegla je talibanima, a to će učiniti i Abdul Malik. No, kada Dostum otiđe u egzil, a mjesto njegova boravka postane Turska, Malik će se okrenuti protiv talibana predavši oko 6 do osam tisuća boraca u ruke protutalibanskih snaga.
Dostum je inače poznat kao jedan od okrutnijih vojskovođa u Afganistanu, a posebnu okrutnost pokazao nakon spomenutih borbi oko Mazar-e Šarifa pri čemu je stotine zarobljenika zatvorio u kontejnere i pustio ih da umiru u pustinji.
Nakon raznih događaja, Dostum je imenovan načelnikom OS Afganistana 2005. godine. No, nije poznato ima li ta funkcija ikakve stvarne ovlasti. Godine 2013. prestao je obnašati dužnosti na mjestu načelnika OS Afganistana.
Godine 2014. je izabran za potpredsjednika na mjestu Ashrafa Ghanija koji je postao predsjednik.